# ガッサン
ガッサン （Gassin）は、フランス、プロヴァンス＝アルプ＝コート・ダジュール地域圏、ヴァール県のコミューン。まちはサントロペ湾を見下ろす海抜200mの丘の上にある。

## 歴史
ガッサンとは、「湾の守護者」を意味するGuardia Sinusからきている。オッピドゥムの遺構を残したリグリア人の古い村は、ローマやサラセン人に支配された後、10世紀までムーア人が定住していた。11世紀、ガッサンはマルセイユのサン・ヴィクトール修道院の封土となった。まちを取り巻く城壁が今も残り、イエール諸島やアルプス山脈を眺めることができる。
正方形の塔を持つロマネスク様式の教会は16世紀からのものである。その時代、ガッサンは魔女の存在で知られていた。現在のガッサンは、絵のような美しさと観光のまちであり、フランスの最も美しい村に登録されている。

## 関係者
出身者
- エマニュエル・ベアール
- イネス・ド・ラ・フレサンジュ
- ダヴィド・ジノラ

居住その他ゆかりある人物
- マリー・ボナパルト - 1962年同地で死去。ボナパルト家。